# 罗滕布赫
罗滕布赫是德国巴伐利亚州的一个市镇。总面积31.46平方公里，总人口1770人，其中男性838人，女性932人（2011年12月31日），人口密度56人/平方公里。